# Ашер (Оклахома)
Ашер (енгл. Asher) град је у америчкој савезној држави Оклахома.

## Демографија
По попису из 2010. године број становника је 393, што је 26 (-6,2%) становника мање него 2000. године.
| Група             | 2000.       | 2010.       |
| Белци             | 336 (80,2%) | 295 (75,1%) |
| Афроамериканци    | 0 (0,0%)    | 0 (0,0%)    |
| Азијати           | 0 (0,0%)    | 2 (0,5%)    |
| Хиспаноамериканци | 14 (3,3%)   | 10 (2,5%)   |
| Укупно            | 419         | 393         |